# Brooklyn McDougall
Brooklyn McDougall (ur. 23 sierpnia 1998 w Calgary) – kanadyjska łyżwiarka szybka, dwukrotna medalistka mistrzostw świata.

## Kariera
Na mistrzostwach świata na dystansach w Heerenveen w 2023 zdobyła złoty medal w sprincie drużynowym. Na rozgrywanych dwa lata później mistrzostwach świata na dystansach w Hamar w tej samej konkurencji była druga.
Zdobyła także złoto w sprincie drużynowym i srebro w biegu na 500 m na mistrzostwach czterech kontynentów w Milwaukee (2020).
Wystartowała na igrzyskach olimpijskich w Pekinie w 2022, zajmując 22. miejsce w biegu na 500 m.